# Ike Altgens
James William "Ike" Altgens(Dallas, 28 avril 1919 - Dallas, 12 décembre 1995) est un photographe américain  et journaliste de terrain pour l'Associated Press (AP).
Établi à Dallas, au Texas, en 1963, il a pris la photographie probablement la plus célèbre de l'assassinat en cours du président John F. Kennedy — cliché déterminant qui conduisit à une controverse quant à savoir si oui ou non Lee Harvey Oswald (accusé de l'assassinat) est visible sur Dealey Plaza quand les coups de feu retentissent.
Ike Altgens passe plus de 40 ans à l'AP. Il travaille dans la publicité jusqu'à sa retraite. Altgens et sa femme meurent en 1995, tous deux âgés de soixante-dix ans, dans leur maison de Dallas.

## Jeunesse
Né à Dallas, Ike Altgens est très tôt orphelin et est élevé par sa tante. En 1938, peu après être sorti diplômé de la "North Dallas High School", il est engagé par l'AP. À 19 ans, il commence sa carrière par des petits travaux et écrit occasionnellement quelques articles pour la rubrique sportive ; il démontre très rapidement une aptitude à la photographie et se voit assigné à travailler dans le bureau de "wirephoto" (technique américaine, plus ou moins équivalente au bélinographe, permettant d'envoyer des photos par câbles téléphoniques).
Sa carrière s'interrompt quand il sert dans les US Coast Guard pendant la Seconde Guerre mondiale ; il travaille malgré tout au noir comme animateur radio. Après son retour à Dallas, il épouse Clara B. Halliburton en juillet 1944 et retourne travailler à l'AP l'année d'après. Il prend aussi des cours du soir à l'université méthodiste du sud où il passe son Bachelor of Arts degree en langue avec une mineure en journalisme.
Avant 1959, Altgens a un peu de succès en tant qu'acteur et que modèle à la télévision et pour des publicités papiers. Il dépeint les secrétaires d'État des États-Unis  dans un film à petit budget Beyond the Time Barrier ("Au-delà de la barrière du temps"), dont la dernière réplique est : « That's a lot to think about! » ("Ça laisse beaucoup à réfléchir")

## "La photo" du 22 novembre 1963
Altgens travaille pour AP depuis bientôt 26 ans quand on lui demande de photographier, le 22 novembre 1963, la voiture que prendra le président Kennedy, de l'aéroport Dallas Love Field jusqu'au centre d'affaires. Travaillant comme éditeur photo, Altgens demande à pouvoir se poster de l'autre côté de la voie où il est censé être à la base (au croisement des rues Elm street, Main street et de Commerce Street). Vu qu'il n'est pas à l'endroit qu'on lui avait assigné, Ike prend son appareil photo personnel, un appareil photo reflex mono-objectif 35 mm Nikkorex-F avec un téléobjectif 105 mm, plutôt qu'avec un appareil à mise au point télémétrique habituellement utilisé pour les évènements d'actualité. « This meant that what I took, I had to make sure it was good—I didn't have time for second chances. » ("Ça voulait dire que je devais être sûr que ce que je prenais était bon—Je n'avais pas droit à une seconde chance.")
Altgens dira plus tard aux enquêteurs de la Commission présidentielle sur l'assassinat du Président Kennedy qu'il a été empêché par des policiers en uniforme de traverser ; il se positionne donc sur Dealey Plaza. Bien qu'il ait pris sept clichés en tout, seuls les trois publiés seront montrés aux membres de la commission. Sur la première, on peut voir la limousine présidentielle tourner depuis Main street dans Houston street. Ensuite il court à travers la pelouse (se dirigeant nord-ouest) vers le trottoir le long de (South) Elm street et s'arrête en face de la pergola nord de la place. Alors qu'il prend sa première photo de cette position, il entend un bruit d'explosion qu'il pense tout d'abord être un feu d'artifice. À ce moment, Kennedy réagit en portant les mains à sa gorge, celle de  Jackie Kennedy peut être également vue à travers la capote tenant la main gauche de son mari.
Alors qu'Altgens va prendre son deuxième cliché le long de Elm street, il entend ce qu'il reconnait être un coup de feu. Ike voit que le président a été touché à la tête. « J'avais pré-réglé la distance focale et j'avais mon doigt sur le déclencheur mais quand la tête de Kennedy explosa, envoyant des morceaux dans ma direction, je suis devenu littéralement paralysé », dira plus tard Altgens à l'auteur Richard B. Trask. « Ce fut un tel choc pour moi que je ne parvins jamais à presser le déclencheur. »
« Avoir un président abattu juste devant vous », continue Altgens, « et garder votre sang-froid et faire ce que vous êtes supposé faire—je ne suis pas sûr que le photographe le plus terre-à-terre n'en aurait pas été capable. » Bien que, dit-il, « il n'y a aucune excuse pour ça. J'aurais dû faire la photo qu'on m'avait envoyé prendre. Et je ne l'ai pas fait. »
Quelques secondes plus tard, Altgens s'est suffisamment rétabli pour prendre son dernier cliché de la limousine, montrant la première dame sur le coffre du véhicule alors qu'un agent des services secrets, Clint Hill, grimpe derrière elle, alors que le chauffeur accélère vers le Parkland Memorial Hospital. Hill dira plus tard à la Commission Warren que la première dame « tendait la main vers quelque chose qui était sur le pare-chocs arrière » de la limousine — décrit ensuite comme étant des morceaux de la tête explosée du président — cependant le témoignage de MmeKennedy dans lequel elle explique qu'elle a vu les photos de Altgens (ou les images correspondantes tirées du film de Abraham Zapruder) « me montrant me penchant vers l'arrière du véhicule. Mais je ne m'en souviens pas du tout ».
Altgens témoigne qu'il suivit les officiers et les spectateurs sur la grassy knoll ("la butte d'herbe") du côté nord d'Elm street. « Je voulais y aller pour avoir une photo du tireur — s'ils avaient pu attraper une telle personne. » Quand ils reviennent sans aucun suspect, Altgens court alors vers un téléphone pour rapporter le tir et se dépêche de rentrer au bureau de l'AP dans le Dallas News Building sur Houston street pour boucler son reportage et développer son film. Son premier coup de fil depuis le bureau de "wirephotos" de l'AP vers le bureau des nouvelles, sera le premier bulletin envoyé au monde :
« Dallas, Nov. 22 (AP) — President Kennedy was shot today just as his motorcade left downtown Dallas. Mrs. Kennedy jumped up and grabbed Mr. Kennedy. She cried, 'Oh, no!' The motorcade sped on. »
(« Dallas, le 22 nov. [AP)— Le président Kennedy a été abattu aujourd'hui par balle alors que son véhicule quittait le centre-ville de Dallas. Mme Kennedy sauta sur M. Kennedy et l'agrippa. Elle pleurait : "Oh Non !" La voiture accéléra. »)

## Controverse
Des trois photographies publiées par Associated Press, la première prise le long de Elm street fait l'objet d'un examen minutieux : elle est en effet prise depuis l'avant gauche de la limousine présidentielle et Kennedy peut être vu avec son bras et ses mains près de la gorge, apparemment en réaction au coup de feu. Les agents des services secrets dans la voiture directement derrière la limousine réagissent différemment au coup de feu ; au moins trois regardent en direction du président, un vers la grassy knoll et deux vers le dépôt de livres de l'école du Texas (Texas School Book Depository), derrière eux à droite.
Plusieurs personnes peuvent être vues debout dans l'embrasure de la porte du dépôt ; un homme ressemble fortement à Oswald. Sa présence semble impossible parce que, d'après l'enquête officielle, il est au même moment au sixième étage tirant sur Kennedy avec un fusil Mannlicher-Carcano rifle. (Oswald clamera qu'il était à la cantine du deuxième étage du bâtiment, où il fut arrêté quelques instants plus tard par un officier de la police de Dallas). La commission Warren a examiné attentivement la photo, comme le font les détectives privés : si cet homme n'est pas Oswald, cela n'est pas une preuve qu'il est l'assassin, par contre si cet homme est bien Oswald, ça prouve qu'il n'a pas tué Kennedy.
Finalement, un second employé du dépôt, Billy Lovelady, est identifié par la commission comme l'homme sur la photo. Cette revendication est soutenue plusieurs années après, quand des photos de Lovelady sont prises par un enquêteur alors qu'il porte ce qui semble être la même chemise que celle vue au Dealey Plaza—et qui correspond à la photo d'Altgens. Mais malgré cela, Oswald porte une chemise similaire lorsqu'il est amené au departement de police de Dallas.

## La fin de sa vie
Altgens quitte l'AP en 1979 après plus de 40 ans de collaboration mais plutôt que d'accepter de travailler pour un autre bureau, il passe les dernières années de sa carrière dans le domaine de la publicité pour Ford. Il est souvent contacté pour des interviews par des enquêteurs, qui le trouvent « poli et affable ». Malgré tous les appels téléphoniques et les lettres, personne n'a jamais réussi à le convaincre que les conclusions de la commission Warren, c'est-à-dire Oswald, agissant seul, assassinant Kennedy, peuvent être fausses. « Tant que personne ne viendra avec des preuves pour soutenir sa thèse » raconta-t-il à Trask, « je ne vois pas l'intérêt de perdre mon temps avec lui ». Malgré tout il concède, « il y aura toujours une controverse à propos des détails entourant l'assassinat du président ».
La sortie du film JFK d'Oliver Stone en 1991 relance la controverse en rejouant l'assassinat, sur Dealey Plaza, et en utilisant des acteurs pour jouer les personnages de l'évènement. Altgens est alors joué par un acteur de la région de Dallas, nommé John Depew.
La santé d'Ike ainsi que celle de son épouse, décline jusqu'en 1995. Leur neveu, un avocat du barreau de Dallas, Ron Grant, raconte au Houston Chronicle que sa tante Clara avait été « très malade depuis un certain temps avec des problèmes de cœur et autres. Ils ont eu tous deux une grippe durant un certain temps » Le 12 décembre 1995, Ike et Clara Altgens sont retrouvés morts dans des pièces séparées de leur maison de Dallas. En plus de leur santé défaillante, la police pense que du monoxyde de carbone provenant d'un chauffe-eau défectueux joua un rôle dans leur disparition. Ayant appris cette nouvelle, l'enquêteur Brad Parker écrit : « Avec la mort de M. Altgens, non seulement l'histoire a perdu un autre témoin, mais beaucoup d'entre nous ont perdu un ami cher ».